# Streichmusik Edelweiss
Die Streichmusik Edelweiss ist eine Volksmusikformation aus Herisau im Schweizer Kanton Appenzell Ausserrhoden. Sie wurde 1913 von Hans Rechsteiner in Trogen gegründet. Ihre üblichen Musikinstrumente sind das Akkordeon, das Klavier, die Bassgeige, die Violine und das Hackbrett.
Die Stammformation besteht heute aus dem Hackbrettspieler und Kapellmeister Albert Düsel, den Geigenspielern Jakob und Stefan Düsel, dem Akkordeonisten und Kontrabassisten Christian Düsel, dem Cellisten, Pianisten und Akkordeonisten Karl Fuchs, dem Kontrabassisten Andreas Düsel und dem Cellisten Hans Hürlemann. Ihre Musik ist der traditionelle Appenzellerstil und teils eine Synthese mit dem konzertanten Innerschweizerstil, bei dem eine Klavierbegleitung üblich ist. Auch inzwischen verstorbene Musikanten gingen in die Geschichte der seit Generationen bestehenden Kapelle ein. Unter ihnen waren der Bassgeigenspieler Emil Fürstenauer (* 1891, † 1975), der Hackbrettspieler Hans Rechsteiner (* 1893, † 1986), der Violinspieler Emil Walser (* 1909, † 1972) und der Cellist Jakob Alder (* 1915, † 2004).